# Le ore piccole
Le ore piccole (Early to Bed), conosciuto anche con il titolo Tutti a letto o Presto a letto, è un cortometraggio muto di Stanlio e Ollio, girato nel 1928.
Negli anni ottanta è stata distribuita una versione del film curata dalla Rai, in cui Enzo Garinei e Giorgio Ariani leggono le didascalie, rendendo così il film di fatto sonoro.

## Trama
Seduto su una panchina del parco, Ollio apre una lettera che lo informa della morte di suo zio che gli lascia, in eredità, tutte le sue ricchezze. Stanlio, però, si preoccupa subito, chiedendogli cosa ne sarà di lui ma Ollio lo tranquillizza dicendogli che diventerà il suo maggiordomo personale, soluzione che sembra piacere a Stanlio. Così, presso la "Hardy Manor", la nuova magione di Ollio, Stanlio, nel suo ruolo di maggiordomo, ha preparato una torta per il compleanno del suo amico e sta aspettando, alle tre di notte, che questi rientri. Quando ritorna, Ollio, in stato di ebbrezza, è alquanto allegro e decide di fare uno scherzo al suo maggiordomo: pertanto, dopo aver bussato alla porta, si nasconde tra i cespugli in modo che quando Stanlio apre la porta, si intrufola in casa, lasciandolo fuori al freddo.
Quando Stanlio, finalmente, riesce a rientrare in casa, chiede a Ollio se abbia bevuto e, avendo questi ammesso di averlo fatto, gli intima di andare a letto immediatamente. Poi, per riempire d'acqua la ciotola del cane, si reca ad una grande fontana che abbellisce la dimora. La fontana ha delle teste (vagamenti somiglianti a Ollio) dalle cui bocche sgorgano degli zampilli ma una delle teste funziona ad intermittenza e Stanlio deve colpirla per farla funzionare anche se la testa sembra prendersi beffe di lui. Ollio, comunque, si rifiuta ancora di andare a letto e continua a fare del suo amico la vittima di una serie infinita di scherzi. Mentre Ollio si diverte, Stanlio si dispera, si sente umiliato e gli dice che egli cerca solo di fare il proprio dovere, dopo di che lo pianta in asso e se ne va a letto. Dopo qualche altra disavventura, comunque, riesce ad addormentarsi ma Ollio, entrato nella sua stanza, gli versa addosso una caraffa d'acqua inzuppandolo e ridendo come un matto. A questo punto, esasperato, Stanlio gli comunica che lascerà il posto il giorno dopo, sebbene Ollio si opponga alla sua decisione. Il mattino dopo, però, Stanlio, fatto un fagotto della sua roba, prima di andarsene, consegna a Ollio un foglietto con il conto per i suoi servizi ma questi lo butta via senza neppure leggerlo, ripetendogli che non può andarsene. Stanlio, allora, ribatte che farà in modo di essere licenziato. Inizia, quindi, prima timidamente e poi in modo sempre più convinto, a distruggere tutto quello che ha tiro: brocche, vasi e altre suppellettili. Ollio cerca di fermarlo ma riesce solo a peggiorare la situazione, tirandogli contro altri oggetti e distruggendo così delle vetrate ed anche un lampadario che gli rovina addosso. Quanto Stanlio cade con la faccia nella torta che aveva preparato per il compleanno dell'amico, Ollio crede che la panna sul suo viso sia dalla bava fuoriuscita dalla bocca e, spaventato, scappa. Per sfuggire alla furia del suo (ex)amico cerca di mimetizzare la propria testa tra quelle che addobbano la fontana. Stanlio ci mette un bel po' a capire il trucco di Ollio ma, alla fine, quest'ultimo si fa una grande risata e gli offre la mano esortandolo a perdonare e dimenticare tutto ed essere di nuovo amici. Convinto e sorridente Stanlio accetta ma è vittima di un ultimo scherzo perché Ollio lo spinge nella vasca della fontana.

## Produzione
La pellicola venne girata nel tardo Maggio 1928 presso gli Hal Roach Studios. Assieme a I monelli del 1930, è l’unico film della coppia in cui, oltre a loro, non recita alcun altro attore.